# Quartino (Gambarogno)
Quartino è una frazione del comune svizzero di Gambarogno, nel Canton Ticino.

## Infrastrutture e trasporti

### Strade
Quartino è un importante nodo stradale: il centro abitato è attraversato dalla strada principale 406 (parte della strada nazionale N13) che congiunge Bellinzona a Locarno, ed è punto d'origine della strada principale 405 che si dirige verso Luino.

### Ferrovie
Il centro abitato è servito dalla stazione di Quartino, posta sulla linea Bellinzona-Luino; vi fermano i treni della linea S30 della rete celere ticinese.